# Chafariz dos Canos
O Chafariz dos Canos localiza-se na freguesia de Torres Vedras (São Pedro, Santiago, Santa Maria do Castelo e São Miguel) e Matacães, na cidade e município de Torres Vedras, região Oeste e distrito de Lisboa, em Portugal.
Está classificado como Monumento Nacional desde 1910.

## História
A mais antiga referência a este chafariz remonta a 1331.
Em 1561 foi reconstruido por iniciativa da Infanta D. Maria, filha de Manuel I de Portugal.
Foi novamente restaurado em 1831.
Encontra-se classificado como Monumento Nacional.

## Características
É constituído por um pavilhão coberto com abóbada em cruzaria, com nervuras que assentam sobre mísulas cónicas. Na face do pavilhão há arcos ogivais e, a rematar o conjunto, coruchéus e ameias chanfradas.
No interior encontra-se um tanque retangular com duas bicas barrocas.